# Turc du Khorassan
Le turc du Khorassan est une langue turque parlée en Iran, dans la province du Khorassan, au nord d'une ligne formée par les villes de Sabzevar, Nichapur et Meched. Les 400 000 locuteurs constituent 50 à 70 % de la population de cette partie de la province.

## Classification interne
Le turc du Khorassan appartient à la branche méridionale des langues turques, conjointement avec l'azéri et le qashqai.

## Histoire de la langue
Les Turcs du Khorassan sont les descendants des Seldjouks, un ensemble de tribus oghouz qui fondent, au XIe siècle, un État sur le Syr-Daria. Ils font ensuite la conquête du Khorassan. Une partie des Seldjouks continuent leur route vers l'ouest, et sont les ancêtres des Azéris, des Ottomans et des Oghouz du Sud, les Qashqai, les Afchars et les « Turcomans » du Nord de l'Irak. Le turc du Khorassan est la langue des tribus qui sont restées à l'Est.

## Phonologie

### Voyelles
Le turc du Khorassan subit une forte influence du persan dans son vocalisme. Les voyelles propres aux langues turques ont disparu. Ainsi, ö [ø] est devenu e [e], plus rarement o [o], ü [y] est i [i], parfois u [u], ï [ɨ] a évolué en i [i].

## Sources
- (en) Johanson, Lars, Code-copying in Irano-Turkic, Language Sciences, 20/3, pp. 325-337, 1998.
- (ru) Поцелуевский, E.A., Xopacaнo-тюpкcкий язык, dans Языки мира, Тюркские языки, pp. 476-480, Moscou, Izdatel'stvo Indrik, 1997,  (ISBN 5-85759-061-2)